# Roads (Film)
Roads ist ein deutscher Film von Sebastian Schipper, der am 30. Mai 2019 in die deutschen und am darauffolgenden Tag in die österreichischen Kinos kam.

## Handlung
In der Wüste von Marokko bringt das Schicksal den 18-jährigen Gyllen aus London und den knapp 18-jährigen William aus dem Kongo zusammen. William ist auf dem Weg nach Frankreich, um dort seinen verschollenen Bruder zu suchen. Gyllen ist mit dem Wohnmobil des Stiefvaters dem Familienurlaub entflohen, um seinen Vater Paul, einen Deutschen, der in Arcachon lebt, zu besuchen. Ihre Reise führt die beiden durch Marokko, Spanien und Frankreich und endet in Calais, wo William seinen Bruder im Flüchtlingscamp sucht.

## Produktion

### Regie, Drehbuchentwicklung und Finanzierung
Regie führte Sebastian Schipper, der gemeinsam mit Oliver Ziegenbalg auch das Drehbuch schrieb und den Film mit seiner Produktionsfirma Missing Link Films und in Koproduktion mit Kazak Productions, Komplizen Film, StudioCanal Film und RadicalMedia auch produzierte. Ebenso waren die Sender von WDR, ARD Degeto und Arte an der Produktion beteiligt. Schipper hatte den Film, wie viele seiner Geschichten, als eine Studie über Jungsfreundschaft begonnen, da diesmal jedoch alles unter dem Eindruck der Nachrichten aus den Wirren der neuen Flüchtlingsbewegungen stand, ging er nach Calais, recherchierte in Marokko und beschloss, in den realen Ländern zu drehen. Letztlich erzählt Roads von einer bedingungslosen Freundschaft zweier Jugendlicher, angesiedelt in einer Welt, die sich im radikalen Umbruch befindet. Im Gegensatz zu Victoria, wo der Input der Schauspieler in den Dialogen sehr hoch war, entspricht Roads nach Aussage des Regisseurs zu 99 Prozent dem Drehbuch.
Der Film erhielt eine Förderung in Höhe von 250.000 Euro vom DFFF, eine Produktionsförderung in Höhe von 450.000 Euro von der Filmförderungsanstalt, 400.000 Euro vom Medienboard Berlin-Brandenburg, 350.000 Euro von der Deutsch-Französischen Förderkommission und 350.000 Euro von der Film- und Medienstiftung NRW. Anfang 2019 wurde von der Filmförderungsanstalt zudem eine Verleihförderung in Höhe von 100.000 Euro gewährt.

### Besetzung, Synchronisation und Dreharbeiten

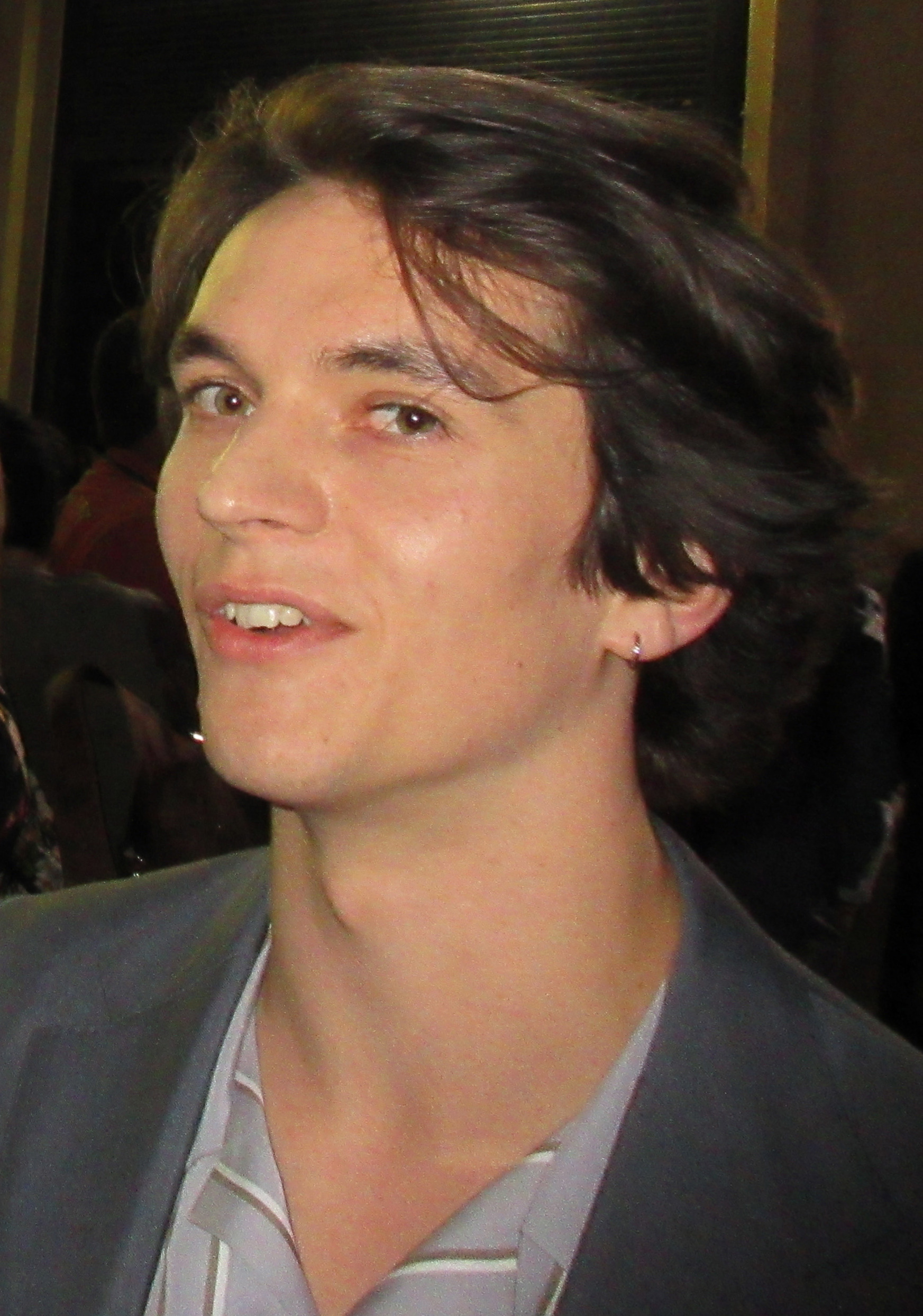
Fionn Whitehead bei der Premiere des Films beim Tribeca Film Festival

Der britische Shootingstar Fionn Whitehead und der französische Schauspieler und Stand-Up-Comedian Stéphane Bak übernahmen im Film die Hauptrollen von Gyllen und William. Moritz Bleibtreu spielt den Hippie Luttger, Ben Chaplin Gyllens Vater Paul.
Die deutsche Synchronisation entstand nach einem Dialogbuch von Elke Weber-Moore und der Dialogregie von Rainer Martens im Auftrag der Christa Kistner Synchronproduktion GmbH, Potsdam. Constantin von Jascheroff leiht in der deutschen Fassung Gyllen seine Stimme, Imtiaz Haque dem aus dem Kongo stammenden William. Bleibtreu spricht sich selbst in der Rolle von Luttger.
Die Dreharbeiten fanden zwischen 21. August 2017 und 3. November 2017 in Marokko, hier in Tanger, in Spanien und in Frankreich statt. Weil Schipper später beschlossen hatte, in der Entwicklung des Films an realen Schauplätzen der europäischen Flüchtlingskrise zu drehen, fanden die letzten Drehtage des Films in Calais statt. Hier hätte Schipper gerne die freiwilligen Helfer aus ganz Europa gefilmt, etwa bei der Essensausgabe, doch die französische Polizei und andere Ämter hätten das nicht erlaubt. Daher musste er Komparsen aus Paris nach Calais kommen lassen, auch um die Leute darzustellen, die sich in den Wäldern versteckten und genauso angezogen waren wie die Flüchtlinge, damit sie genauso aussehen wie die, die hundert Meter weiter in echt unter harten Bedingungen versuchen zu überleben. Die Küche und das Lager für Kleidung für die Flüchtlinge vor Ort waren original, andere Filmsets wurden in Dünkirchen nachgebaut. Das Wohnmobil im Film ist ein Vixen, der in Europa extrem selten zu sehen ist. Als Kameramann fungierte Matteo Cocco. Die Postproduktion fand in Nordrhein-Westfalen statt.

### Filmmusik und Veröffentlichung
Die Filmmusik stammt von den Brüdern Markus und Micha Acher der deutschen Independent-Band The Notwist. Hierbei kam neben dem Klavier auch die E-Gitarre zum Einsatz.
Der Film feierte am 25. April 2019 beim Tribeca Film Festival seine internationale Premiere. Den Weltvertrieb übernahm HanWay Films. Am 30. Mai 2019 kam er in die deutschen und am darauffolgenden Tag in die österreichischen Kinos.

## Rezeption

### Altersfreigabe und Kritiken
In Deutschland wurde der Film von der FSK ab 6 Jahren freigegeben. In der Freigabebegründung heißt es, es gebe zwar mehrere dramatische Szenen, wie Rassismus oder eine Razzia in einem Flüchtlingslager, die für Kinder ab 6 Jahren eine emotionale Herausforderung darstellen können, von einer Überforderung sei aber nicht auszugehen: „Die Situationen werden schnell aufgelöst und sind nicht prägend für die Gesamthandlung. Zudem können Grundschulkinder sie in den Kontext der Geschichte einordnen. Im Vordergrund steht eindeutig die Freundschaft der positiven Hauptfiguren und die humanistische Botschaft von Mitgefühl und Hilfsbereitschaft.“
Der Filmwissenschaftler Hannes Wesselkämper von der Filmuniversität Babelsberg Konrad Wolf schreibt, wenn William und Gyllen plötzlich Teil eines aufgeheizten Diskurses um Asylrechte und soziale Unterschiede sind und sich ihre Freundschaft darüber hinaus mit dem Ende einer geteilten Perspektive auseinandersetzen muss, gelinge es dem Drehbuch von Sebastian Schipper und Oliver Ziegenbalg, den Figuren einen Freiraum abseits moralischer Urteile zu geben. Fionn Whitehead und Stéphane Bak füllten diesen Raum mit einer tollen darstellerischen Leistung, die auch in der drückenden Lager-Atmosphäre von Calais authentisch bleibe, so Wesselkämper weiter. So entwickele Roads eine Perspektive auf Identität und Interkulturalität, die den Problemen der „Flüchtlingskrise“ nachspürt, sich aber nicht instrumentalisieren lasse, denn letztlich stehe die Entwicklung einer jungen Freundschaft im Fokus unter den politischen Vorzeichen der europäischen Gegenwart.
Die Filmkritikerin Antje Wessels schreibt, wie jüngst der Film Styx betrachte Roads die Flüchtlingsthematik auf eine subjektive, emotionale Weise. Dies könne man aufgrund der sehr intimen Fokussierung, die niemals das große Ganze, sondern vorwiegend ein Einzelschicksal beleuchtet, oberflächlich finden, oder aber man könne die unkonventionelle Herangehensweise loben. Roads sei ein durch und durch spannender Film, wenngleich nicht vergleichbar mit klassischen Thrillern oder Krimis. Stattdessen sei es die Prämisse der Flucht, mit deren Hilfe Schipper dem Film etwas Treibendes verleiht: „Der Eine flieht aus der Armut, der Andere aus dem Reichtum in die Fremde – und in beiden Fällen sind die Beweggründe der Protagonisten nachvollziehbar.“
Vladan Petkovic vom Online-Kinomagazin Cineuropa schreibt, wenn der verwöhnte Brite Gyllen erfährt, wie hart die Welt für die Benachteiligten ist, und der kongolesische Junge William feststellt, dass die Privilegierten auch nur Menschen sind und dass Europa vielleicht doch nicht der beste Ort für ihn und seinen Bruder ist, zeuge der Film doch sehr von einer eurozentrischen Sichtweise. Durch diese, gepaart mit einem abgedroschenen Finale, das eines schlechten Hollywood-Dramas würdig sei, werde deutlich, dass die Filmemacher sich des Wesens des zugrunde liegenden Themas, das sie ihrer Geschichte hinzufügen wollten, nicht bewusst waren.
Von der Deutschen Film- und Medienbewertung wurde Roads mit dem Prädikat Besonders wertvoll versehen. In der Begründung heißt es, die Fahrt der beiden Protagonisten verändere nicht nur sie selber, sondern auch ihr Verhältnis zueinander: „Es gelingt Sebastian Schipper, das Lebensgefühl der beiden jungen Reisenden zu vermitteln, deren treibende Kraft jeweils ein freieres Leben ist – bei beiden auf ganz anderen Ebenen, aber ebenso bedroht und existentiell.“

### Einsatz im Unterricht
Im Mai 2019 wurde Roads von kinofenster.de als „Film des Monats“ präsentiert. Zudem bietet das Onlineportal Materialien zum Film für den Unterricht ab der 9. Klasse und empfiehlt ihn für die Unterrichtsfächer Deutsch, Englisch, Kunst, Ethik und Sozialkunde. Im Januar und Februar 2020 wurde der Film im Rahmen der SchulKinoWochen in Nordrhein-Westfalen vorgestellt.

### Auszeichnungen
Roads kam in der Kategorie bester Spielfilm in die Vorauswahl des Deutschen Filmpreises 2019, wurde letztlich aber nicht nominiert.
Luxembourg City Film Festival 2020
- Auszeichnung der Schulkinder-Jury[22]

Preis der deutschen Filmkritik 2019
- Nominierung für die Beste Musik (The Notwist)[23]